# 2010年冬季残疾人奥林匹克运动会德国代表团
2010年冬季残疾人奥林匹克运动会德国代表团是德国派出的2010年冬季残疾人奥林匹克运动会代表团。获得13枚金牌、5枚银牌和6枚铜牌。